# Hessenhäst
Hessenhäst, eller det Hessiska varmblodet är en hästras med ursprung i Hessen i Tyskland. Hessenhästarna har utvecklats sedan mitten av 1900-talet men ingår sedan 2005 i stamboken för Hannoveranaren varför rasen inte existerar officiellt längre. Enbart de skäckfärgade Hessenhästarna får anges i en egen avdelning eftersom skäck inte är en tillåten färg hos Hannoveranaren. Hessenhästar är utmärkta ridhästar men efter år 2009 kommer enbart beteckningen Hannoveranare att användas. 

## Historia
Hessenhästen började att utvecklas vid mitten av 1900-talet i Hessen i Tyskland, på stuteriet Dillenburg. Dessa hästar var en av de många varmblodshästar som avlades fram i Tyskland efter att ridsporten börjat öka i popularitet. Grunden i Hessenhästen var den tyska Trakehnaren och importerade engelska fullblod. 
Under 1960-talet blev rasen officiellt godkänd och hade en egen stambok. Under den här tiden fanns även två olika sorters Hessenhästar, Waldeck-Hessen och Hessen-Nassau men 1972 slogs dessa två stamböcker och hästar ihop och bildade enbart Hessenhästen. 
Men Hessenhästarna fick aldrig samma uppmärksamhet som andra tyska varmbloden, som Hannoveranaren eller Trakehnaren. Sedan 2005 har därför Hessenhästarna använts främst inom avel för Hannoveranare och därför skrivits in i deras stambok. Rasrena Hessenhästar brännmärks dock fortfarande och idag finns cirka 2000 rasrena ston och 170 rasrena hingstar inom aveln. Idag existerar inte rasen rent tekniskt då den inte längre räknas som egen ras, även om det finns några individer kvar. 
Efter år 2009 kommer dock Hessenhästen helt att uppgå i Hannoveranaren. En del Hessenhästar föds skäckar, som inte är en tillåten färg hos Hannoveranaren, så då vet man inte vad som kommer att hända med dessa hästar[förklaring behövs]. 

## Egenskaper
Hessenhästen är en utmärkt ridhäst med fjädrande och taktfulla gångarter. Många hästar har också god hoppförmåga och hästarna är populära inom ridsport, även om de är relativt ovanliga på elitnivå. Hästarna utmärks av att de är känsliga och intelligenta med ett lugnt och stabilt temperament. 
Hessenhästen kan vara fux, brun, svart eller skimmel, men även skäck, vilket är en ovanlig färg bland de flesta varmblodsraser. Exteriören är anpassad som ridhäst, och hästarna har långa, väl musklade halsar och en något lång rygg. Huvudet är utmejlsat med en rak nosprofil. 
Hessenhästar är sportiga och atletiska och har utmärkt sig inom dressyr, banhoppning, fälttävlan och även körning på högre nivåer, fast dock inte upp på elitnivå. 